# Machias, New York
Machias är en kommun (town) i Cattaraugus County i delstaten New York. Vid 2020 års folkräkning hade Machias 2 306 invånare.